# 4. Sinfonie (Brahms)
Die Sinfonie Nr. 4 in e-Moll op. 98 ist die letzte Sinfonie aus der Feder von Johannes Brahms. Sie wurde am 25. Oktober 1885 in Meiningen uraufgeführt und zählt heutzutage zu den beliebtesten und meistgespielten Orchesterwerken des Komponisten. Die Spieldauer beträgt je nach Interpretation 39 bis 47 Minuten.

## Entstehung
Genaue Datierungen sind nicht möglich, da Brahms keine brieflichen Mitteilungen über den Kompositionsprozess machte und auch auf dem Manuskript des Werkes eine Datierung fehlt; auch sind keine Skizzen der Sinfonie überliefert. Es lässt sich lediglich Brahms’ persönlichem Kalender entnehmen, dass die ersten beiden Sätze der Sinfonie im Jahr 1884 entstanden und die letzten beiden Sätze im Folgejahr 1885. Während dieser zweiten Produktionsphase entstand das Finale zuerst.
Nach Vollendung der Sinfonie bat Brahms die mit ihm befreundete Elisabeth von Herzogenberg um ihre Meinung über seine Sinfonie und schrieb: „Im Allgemeinen sind ja leider die Stücke von mir angenehmer als ich, und findet man weniger daran zu korrigieren?! Aber in hiesiger Gegend werden die Kirschen nicht süß und eßbar – wenn Ihnen das Ding also nicht schmeckt, so genieren Sie sich nicht. Ich bin gar nicht begierig, eine schlechte Nr. 4 zu schreiben.“ Dieser Vergleich der Sinfonie mit dem Klima im österreichischen Mürzzuschlag, dem Ort seines Sommerurlaubs, findet sich ebenfalls in einem Brief an Hans von Bülow und lässt als Entstehungszeit für die Sinfonie die Zeit zwischen Juni und Mitte Oktober 1884 und zwischen Ende Mai und September 1885 vermuten.

## Zur Musik

### Orchesterbesetzung
2 Flöten (2. auch Piccolo im 3. Satz), 2 Oboen, 2 Klarinetten, 2 Fagotte, Kontrafagott (nur 3. und 4. Satz), 4 Waldhörner, 2 Trompeten, 3 Posaunen (nur im 4. Satz), Triangel (nur im 3. Satz), Pauken, I. Violine, II. Violine, Bratsche, Violoncello, Kontrabass.

### 1. Satz: Allegro non troppo (e-Moll)
Das Thema besteht aus einer prägnanten Folge absteigender Terzen (z. B. absteigend von der Dominante zur darunterliegenden Moll-Terz) und ansteigender Sexten (z. B. ansteigend von der Moll-Tonika zur darüber liegenden Sexte) und wird im Verlauf der gesamten Sinfonie mehrfach variiert. Brahms hatte diese Technik, für die der Musiktheoretiker Hugo Riemann den Begriff „Vorhang“ einführte, bereits in seinen vergangenen Sinfonien eingesetzt.
Nach Meinung des Musikwissenschaftlers Egon Voss lassen sich diese weiteren aus Terzen und Sexten bestehenden Motive im Verlauf der Sinfonie nicht als Einheit stiftende Motive auf das Hauptthema des ersten Satzes zurückführen. Gegen diese Annahme spräche, so Voss, dass zu willkürlich zwischen großer und kleiner Terz gewechselt und jedes Mal eine andere Tonart verwendet werde sowie der Rhythmus jeweils zu unterschiedlich sei; das gänzliche Fehlen des Motivs im zweiten Satz sei ein weiteres Indiz. Im Gegensatz dazu kann der Musikwissenschaftler Peter Petersen aufzeigen, dass die Terzen in zahlreichen Varianten (u. a. Vorhaltsvarianten) weite Strecken des ersten, dritten und vierten Satzes bestimmen. Im vierten Satz wird in T. 233 nicht, wie bisher angenommen, der Anfang der Symphonie zitiert, sondern T. 240 aus der Vorbereitung der Reprise im ersten Satz.
Der erste Satz folgt dem konventionellen Schema der Sonatensatzform. Dem Vorbild der entsprechenden Stelle in Beethovens Sinfonie Nr. 9 folgend, verschleiert Brahms jedoch den Beginn der Durchführung, indem er an deren Beginn das Hauptthema in der Tonika erklingen lässt und so den Eindruck erweckt, es würde lediglich die Wiederholung der Exposition stattfinden. Das Hauptthema und das Seitenthema tauschen ihre Rollen, indem das Hauptthema lyrischen und das Seitenthema leidenschaftlichen Charakter annehmen. Gehaltene, figurativ bewegte Akkorde lassen den Fluss der Musik und schließlich auch den des Hauptthemas erlahmen, so dass auch der Beginn der Reprise unmerklich stattfindet. In der Coda wird der ursprüngliche Fluss wieder aufgegriffen, und der Satz entwickelt eine Steigerung, in der das Hauptthema dominiert.

### 2. Satz: Andante moderato (E-Dur)
Das Hauptmotiv wird unisono zuerst in E-Phrygisch vorgestellt und dann von den Klarinetten zart nach E-Dur moduliert. Im Rahmen des phrygischen Themas lässt Brahms zeitgenössische und archaische Harmonien aufeinander treffen.
Ganz lyrisch in dunkel gehaltenem Bläserklang entwickelt sich der von Eduard Hanslick als „Elegie“ bezeichnete Satz, steigert sich und mündet in eine von den Geigen umspielte Kantilene der Violoncelli. Nach kurzem Mittelteil wiederholt sich die vorherige Entwicklung. Im Epilog erscheint das phrygische Thema in neuer Harmonisierung, wobei unter dem e der Hörner kurzzeitig C-Dur erklingt, bevor der Satz pp in E-Dur ausklingt.

### 3. Satz: Allegro giocoso – Poco meno presto – Tempo I (C-Dur)
Anders als in Brahms’ vorherigen Sinfonien, handelt es sich hier tatsächlich vom Charakter her um ein Scherzo. Abrupt beginnt der Satz in einer trubelartigen C-Dur-Stimmung, die von der nur hier verwendeten Triangel sowie den für Brahms untypischen Instrumenten Piccoloflöte, C-Klarinetten und Kontrafagott verstärkt wird. Auch dieser Satz besitzt ein in diesem Falle lyrisches Seitenthema (T. 52). Innerhalb der Durchführung (T. 89) erscheint ein kurzer, langsamerer Mittelteil (T. 181); hier klingt die verlangsamte Abwandlung eines Motivs in romantischem Hörnerklang, doch ehe sich diese Idylle entfalten kann, bricht die Reprise wiederum stürmisch los (T. 199). Interessanterweise scheint der relativ kurze Satz auch eine themenverarbeitende Coda zu haben (T. 282), wo gegen Schluss eine Variante des Hauptthemas des Finalsatzes anklingt (T. 317), bevor der lärmende Trubel sein Ende findet.

### 4. Satz: Allegro energico e passionato – Più Allegro (e-Moll)
Für den Finalsatz greift Brahms auf die strenge Form einer barocken 8-taktigen Passacaglia oder Chaconne mit 30 Variationen plus Coda zurück. Heute gelten die 32 Variationen Ludwig van Beethovens (c-Moll, WoO 80) als Vorlage. Sie sind ebenfalls als Chaconne gestaltet, und Brahms hat sie als junger Pianist mindestens siebenmal öffentlich gespielt.
Die immer noch verbreitete Annahme, dass der Schlusssatz der Kantate BWV 150 von Johann Sebastian Bach das Vorbild für Brahms’ Finalsatz gewesen sein könnte, beruht auf einer Anekdote des Berliner Chordirigenten Siegfried Ochs, die als Fälschung gelten muss.
Brahms verzichtet auf die nur im 3. Satz verwendete Piccoloflöte und Triangel, stattdessen kommen für die Eröffnung des Finalsatzes nun erstmalig die Posaunen hinzu.
Die 8-taktigen Variationen zeigen ein weites Spektrum musikalischen Ausdrucks: Im ersten Teil dynamisch vorantreibend, im langsamen Mittelteil (T. 97) melodisch (Flötensolo) und choralartig (Soli der Posaunen); in diesem Teil auch einmalig in Dur aufscheinend. Mit der Reprise (T. 129) nimmt der Satz, in Moll, wieder Tempo und Schwung auf. Mit der 27. Variation (T. 217) erscheint das 1. Thema des 1. Satzes in Bläsern wie eine Art Reminiszenz auf. Mit einer beschleunigten Coda (più Allegro, T. 253), die die 30-malige Variationsreihe beendet, geht der Satz in e-Moll schroff zu Ende. Dies ist anders als sonst – Brahms' 1. und 3. Sinfonie, die beide auch in Moll-Tonarten stehen, enden jeweils in Dur.

## Wirkung
Im ersten Moment löste die kompromisslose Art, in der das Werk gestaltet ist, Befremden aus. Als Brahms zusammen mit Ignaz Brüll die Sinfonie Freunden auf zwei Klavieren vorspielte, reagierten unter anderem Clara Schumann und Brahms’ späterer Biograph Max Kalbeck mit Ablehnung. Eduard Hanslick soll ausgerufen haben: „Den ganzen Satz über hatte ich die Empfindung, als ob ich von zwei schrecklich geistreichen Leuten durchgeprügelt würde.“ Elisabeth von Herzogenberg bezeichnete das Werk als „eine kleine Welt für die Klugen und Wissenden, an der das Volk, das im Dunkeln wandelt, nur einen schwachen Anteil haben könnte“.
Die Uraufführung der Sinfonie fand am 25. Oktober 1885 unter Brahms’ Leitung in Meiningen statt. Im November dirigierte er das Werk auf einer Tournee mit der Meininger Hofkapelle durch Westdeutschland und die Niederlande. Hans von Bülow, der die Sinfonie mit dem Orchester einstudiert hatte, ließ ihm respektvoll, aber wohl auch enttäuscht, den Vortritt.
Brahms’ langjähriger Freund Joseph Joachim jedoch konnte dem Komponisten von der Generalprobe der Berliner Erstaufführung Positives berichten:

„Mein hochverehrter Meister!
Wenn ich meinem in der Tat hochgradigen Enthusiasmus über Deine neueste Sinfonie nicht gleich nach der ersten Probe Ausdruck gab, so ist meine übergroße Arbeitslast der letzten Tage daran Schuld (vide das mitkommende Programm, bei allen Stunden nach langer Abwesenheit). Wir haben nun Deine herrliche Schöpfung heute in der Generalprobe durchgespielt und ich darf hoffen, daß sie abends mit Sicherheit und Hingebung gespielt werden kann. Sie hat sich mir und dem Orchester immer tiefer in die Seele gesenkt. Der geradezu packende Zug des Ganzen, die Dichtigkeit der Erfindung, das wunderbar verschlungene Wachstum der Motive noch mehr als der Reichtum und die Schönheit einzelner Stellen, haben mir’s gerade zu angetan, so daß ich fast glaube, die e-moll ist mein Liebling unter den vier Sinfonien. Ich glaube auch, wer Augen zu sehen und ein musikalisches Gemüt hat, kann nicht leicht als Dirigent dabei fehlgehen.“

Während die Sinfonie auf von Bülows Welttournee ein Erfolg war, sangen nach der Wiener Erstaufführung durch Hans Richter die Musiker auf die ersten, aus absteigenden Terzen und ansteigenden Sexten bestehenden Takte des Werkes die zur Musik passenden Worte „Es fiel /ihm wie= /der mal /nichts ein /“. Als Brahms 1897, kurz vor seinem Tod, an einer Aufführung der Sinfonie als Zuhörer teilnahm, erntete er vom Wiener Publikum stürmischen Beifall, der dem Werk bis heute erhalten blieb.
1971 adaptierte der Yes-Keyboarder Rick Wakeman auf dem Album Fragile den dritten Satz der Sinfonie für diverse Tasteninstrumente.

### Belege
- Floros, Schmidt, Schubert: Johannes Brahms – Die Sinfonien. Einführung und Analyse. Schott, 1998, ISBN 3-7957-8711-4.
- Christian Martin Schmidt: Brahms Symphonien. Ein musikalischer Werkführer. (Beck’sche Reihe; Bd. 2202). C. H. Beck, München 1999, ISBN 3-406-43304-9.
- Renate Ulm (Hrsg.): Johannes Brahms – Das symphonische Werk. Entstehung, Deutung, Wirkung. (Bärenreiter-Werkeinführungen). Bärenreiter, Kassel 2007, ISBN 3-7618-2111-5.

### Weiterführende Literatur
- Eduard Hanslick: Vierte Symphonie in e-Moll von Brahms. In: Aus dem Tagebuch eines Musikers. Berlin 1892, S. 203–206.
- Walther Vetter: Der erste Satz von Brahms' e-Moll-Symphonie. Ein Beitrag zur Erkenntnis moderner Symphonik. In: Die Musik, Band 13, 1913/1914, S. 3–15, 83–92, 131–145.
- Rudolf Klein: Die konstruktiven Grundlagen der Brahms-Symphonien. In: Österreichische Musikzeitschrift 23, 1968, S. 258–263.
- Rudolf Klein: Die Doppelgerüsttechnik in der Passacaglia der IV. Symphonie von Brahms. In: Österreichische Musikzeitschrift 27, 1972, S. 641–648.
- Christian Martin Schmidt: Johannes Brahms, Sinfonie Nr. 4 – Einführung und Analyse. München/Mainz 1980.
- David Osmond-Smith: The Retreat from Dynamism. A Study of Brahm's Fourth Symphony. In: Brahms, Documentary and Analytical Studies, hrsg. von Robert Pascall, Cambridge 1983, S. 147–165.
- Louise Litterick: Brahms the Indecisive. Notes on the First Movement of the Fourth Symphony. In:  Brahms 2. Biographical, Documentary and Analytical Studies, hrsg. Von Michael Musgrave, Cambridge 1987, S. 223–235.
- Horst Weber: Melancholia – Versuch über Brahms’ Vierte. In: Neue Musik und Tradition. Festschrift Rudolf Stephan zum 65. Geburtstag. Laaber 1990, S. 281–295.
- Horst Weber: Vollendung. Zum Finale der IV. Symphonie von Johannes Brahms. In: Kathrin Kirsch, Siegfried Oechsle (Hrsg.): „Finalproblem“. Große Form zwischen Apotheose und Suspension. Kassel 2018 (= Kieler Schriften zur Musikwissenschaft. Band 56).
- Michael Mäckelmann: Johannes Brahms – IV. Symphonie (= Meisterwerke der Musik. Band 56). München 1991.
- Giselher Schubert: Themes and Double Themes: The Problem of The Symphonic in Brahms. In: 19th Century Music 18. 1994.
- Walter Frisch: The Four Symphonies. Schirmer Books, New York 1996, ISBN 0-02-870765-6.